# Station Sundsvall-Centraal
Sundsvall Centraal (Zweeds: Sundsvall Centralstation) is een van de twee treinstations in de Zweedse stad Sundsvall.

## Geschiedenis
Op 12 januari 1872 werd de concessie verleend voor de bouw van de Sundsvall–Torpshammars Järnväg (STJ) een smalspoorlijn (1067 mm) die in Torpshammar, ten westen van Sundsvall, zou aansluiten op de zijtak van de noordelijke hoofdlijn die door de Staat werd aangelegd. In Sundsvall kwam een houten station met twee vleugels, naar een ontwerp van Adolf W Edelsvärd, bij het havenbekken. STJ bouwde nog enkele zijlijnen maar de lijn tussen Sundsvall en Torpshammar werd in 1885 door de Staat overgenomen, die de lijn omspoorde naar normaalspoor en integreerde in Mittbanan. In de jaren 20 van de 20e eeuw werd de particuliere Oostkustlijn gebouwd langs de kust ten zuiden van Sundsvall. Hierom werden de sporen uit het westen verlegd om ten zuiden van de haven aan te sluiten op deze lijn. Tevens werd daar een nieuw centraal station gebouwd dat op 17 december 1925 werd geopend. Nadat Statens Järnvägar was opgesplitst werd het gebouw eigendom van en beheerd door Jernhusen AB. Sinds 1 februari 2017 is Industrifastighetsutveckling AB (SKIFU) van de gemeente Sundsvall eigenaar van het pand.

## Centraal Station
Het station uit 1925 ligt aan de Landsvägsallén in het centrum van Sundsvall en werd ontworpen door Folke Zettervall. Het heeft verwantschap met de Deense architectuur en heeft kenmerken van zowel de nationale romantiek als de art nouveau. Het gebouw staat, net als de perronkappen, op de monumentenlijst
Het stationsgebouw is een relatief laag bakstenen gebouw met een, met grijswitte kalk, gepleisterde gevel. Het hoofdgebouw staat parallel aan de noordkant van de sporen en heeft een zadeldak met dakpannen. De asymmetrisch geplaatste stationshal is hoger dan de rest en heeft een dwarskap eveneens met dakpannen. De gevels van de stationshal doorbreken het hoofdgebouw aan de spoorzijde en de straatzijde en zijn voorzien van toegangsportieken. Ten oosten van het station staat een bijgebouwtje in met een puntdak dezelfde stijl dat met een lage, eveneens gepleisterde muur verbonden met het hoofdgebouw.
Aan de zuidkant van de sporen staan een expeditiekantoor, een breed gebouwde watertoren, en een ronde locomotiefloods met een draaischijf, allemaal in dezelfde stijl als het station. Daarnaast werden goederenloodsen, werkplaatsgebouwen en laadperrons opgetrokken langs het emplacement.

## Ombouw
Op initiatief van de gemeente Sundsvall werd in de periode 2019-2021 een renovatie en uitbreiding van het stationsgebouw uitgevoerd. Dit gebeurde om treinen en bussen in een samenhangend stationsgebied op elkaar aan te sluiten en reizigers betere mogelijkheden te geven om ook te voet, met de fiets en met de auto het station te bereiken.
Naast de begane grond van het stationsgebouw werden een nieuw busstation met wachtkamer gebouwd aan een verlaagd stationsplein. De openbare ruimtes van het stationsgebouw werden vergroot en het gebouw zelf werd gerestaureerd in oorspronkelijke staat.
De buitenruimte werd opnieuw ingericht en voorzien van nieuwe verlichting. Aan de noordkant van het station werden aan de straatzijde stoplaatsen voor wegbrengers/afhalers aangelegd alsmede een nieuwe taxistandplaats. De bushaltes en de stoepen voor het station zijn voorzien van vloerverwarming. Ten oosten van het stationsgebouw staat een ouder houten huis dat in verband met de renovatie is opgevijzeld en werd voorzien van een nieuwe fundering.

## Reizigersverkeer
Sundsvall Centraal is het begin/eindpunt van drie spoorlijnen, de Mittbanan, Ostkustbanan en de Ådalsbanan. De Mittbanan van Sundsvall C naar de Noorse grens loopt door het midden van Zweden en wordt bereden door Norrtåg en nachttreinen naar Duved. De Ostkustbanan naar het zuiden wordt bereden door SJ hogesnelheidstreinen en X-verkeer, evenals nachttreinen naar Stockholm en Göteborg. In noordelijke richting rijden SJ sneltreinen en nachttreinen over de Ådalsbanan naar Umeå, Vy Tåg nachttreinen naar Luleå en Narvik alsmede stoptreinen van Norrtåg rijden over de Ådalsbanan van/naar bestemmingen verder naar het noorden. Daarnaast is Sundvall Centraal een knooppunt voor het busverkeer in Sundvall. De Zweedse spoorbeheerder zal het spoorgebied herbouwen en een ongelijkvloerse verbinding tussen perrons en stationsgebouw bouwen ter wille van de veiligheid van de reizigers.

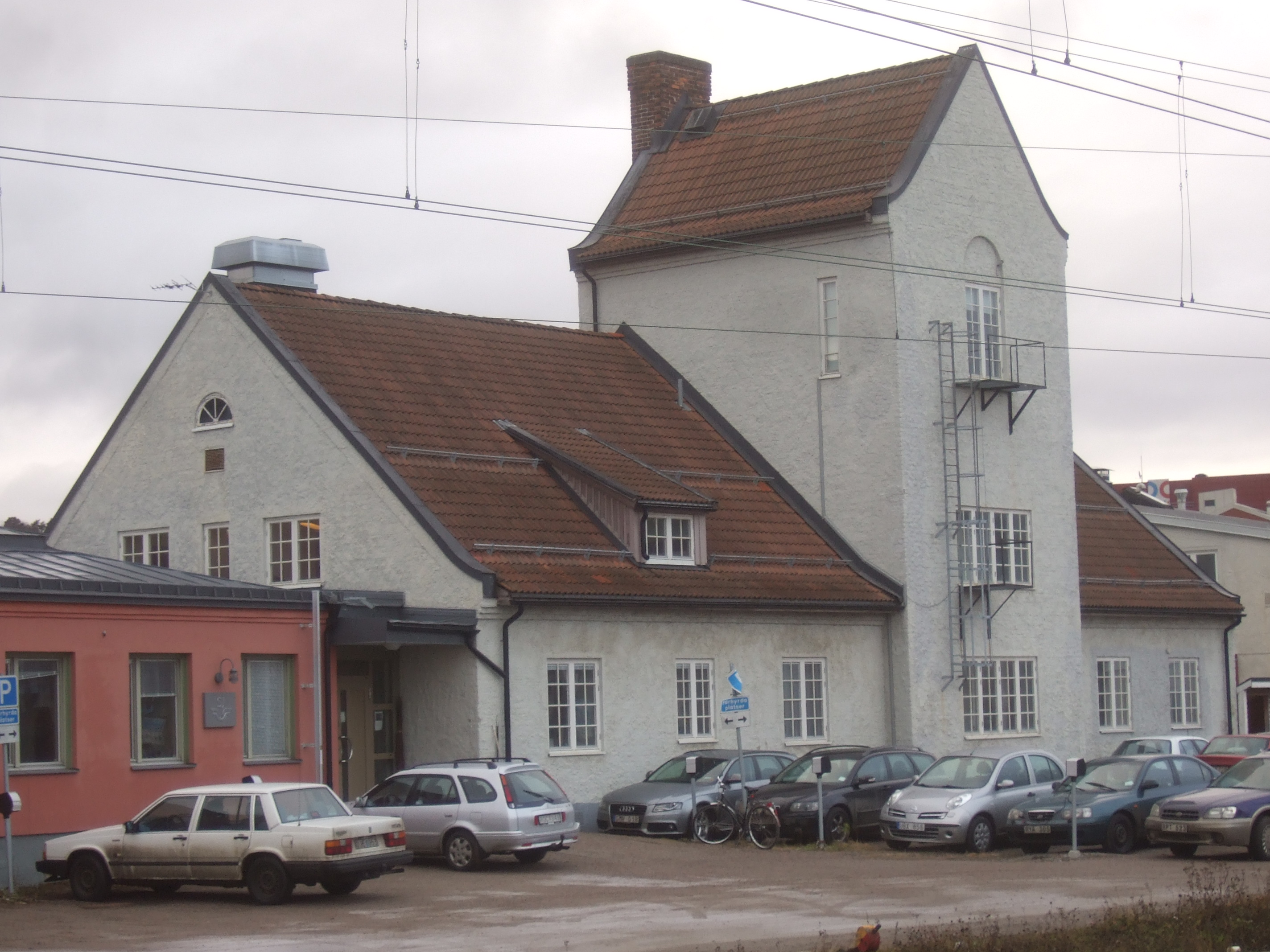
Het expeditiekantoor.
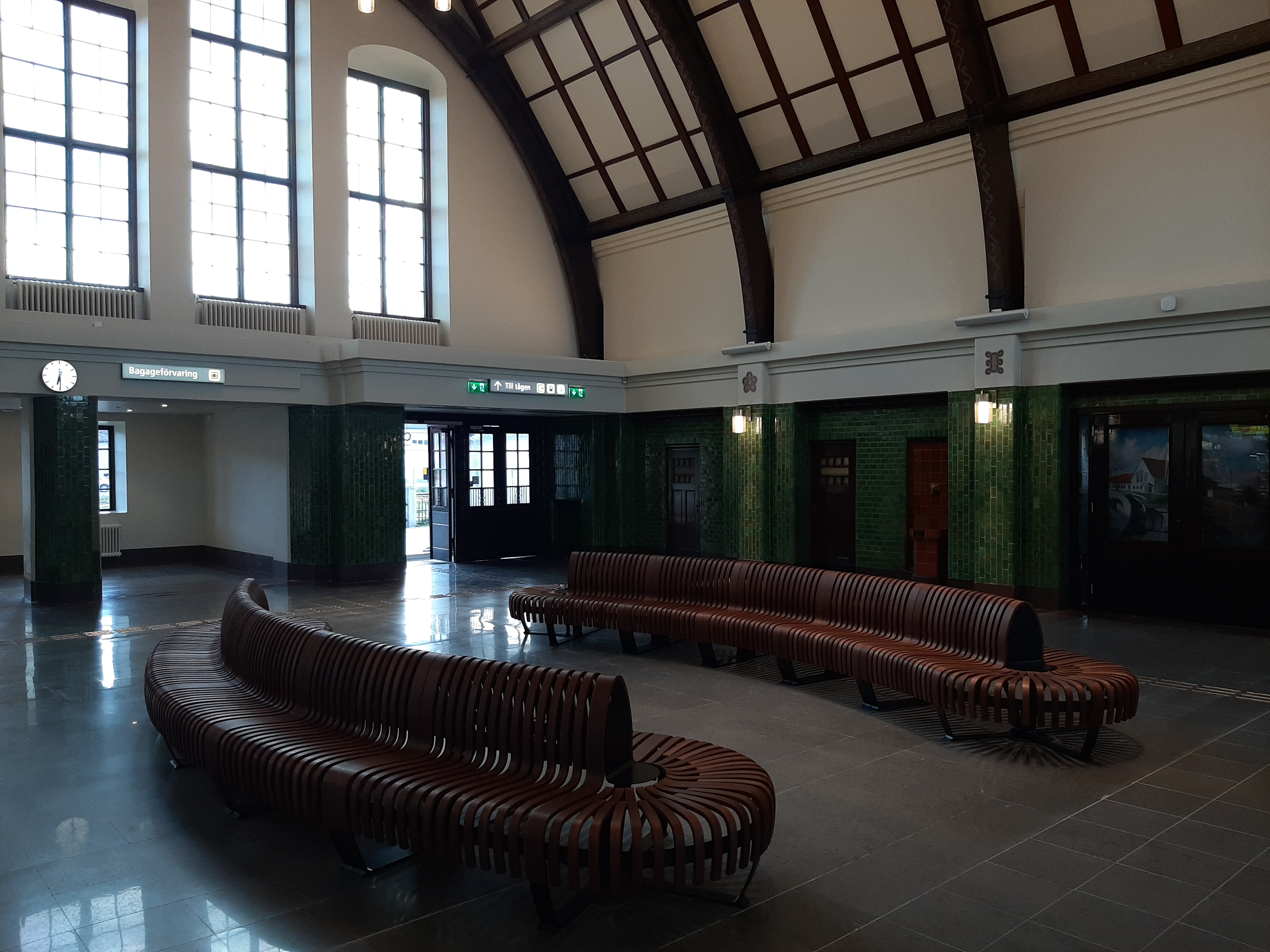
Interieur van de stationshal.
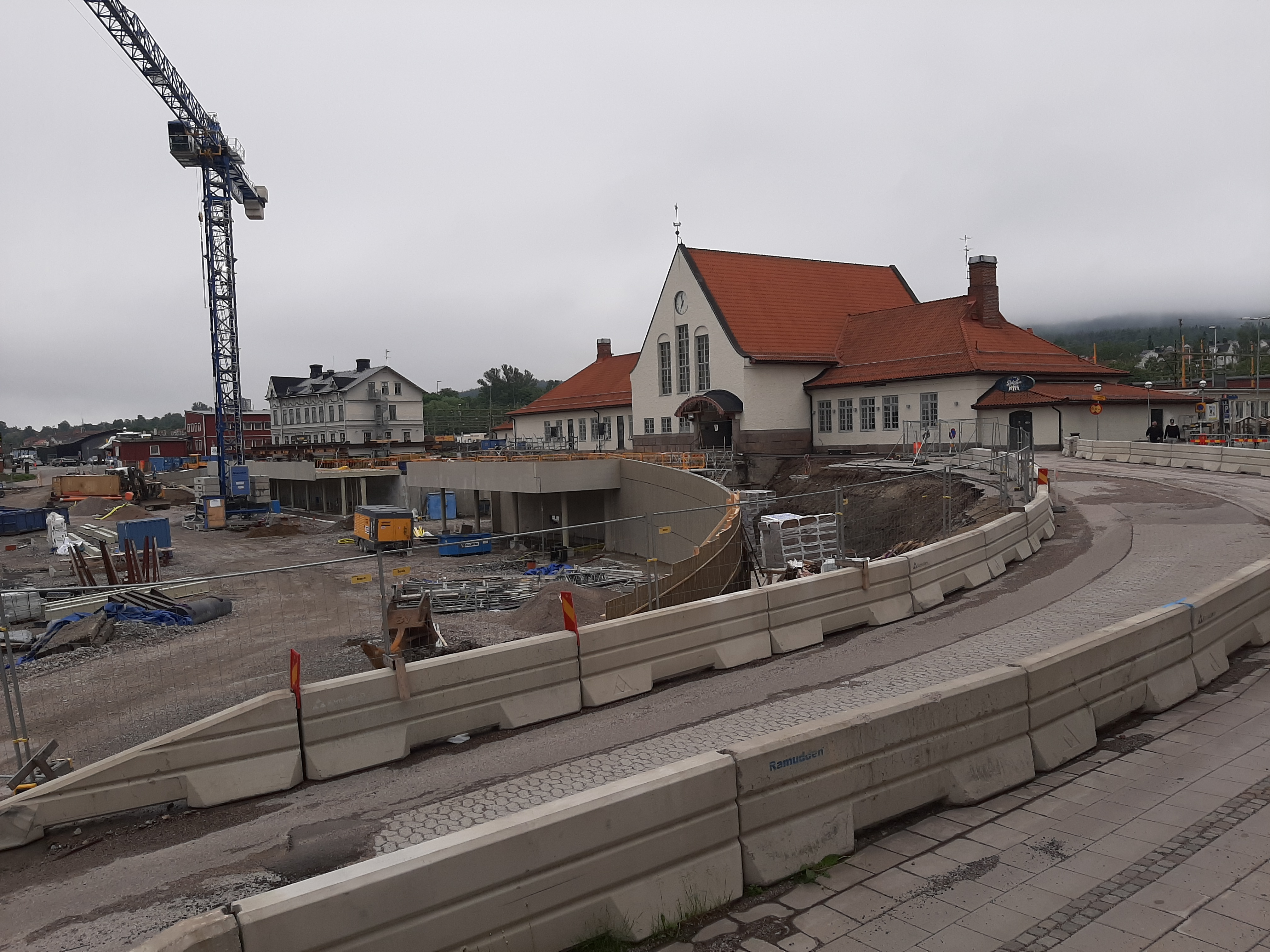
De oprijlaan en het verlaagde busstation in aanbouw.